# جوزيف د. ستيوارت
جوزيف د. ستيوارت (بالإنجليزية: Joseph D. Stewart)‏ هو ضابط أمريكي، ولد في 9 يوليو 1942 في بالتيمور في الولايات المتحدة.